# Scarpe con suole di vento
Scarpe con suole di vento è un singolo di Anna Oxa, il secondo estratto dall'album Proxima del 2010.
È stato pubblicato dopo il singolo Tutto l'amore intorno, che vede la collaborazione con Ivano Fossati a distanza di 32 anni dalla precedente.